# Gauthier Chapelle
Gauthier Chapelle () is een Belgisch bioloog en ondernemer.
Hij studeerde eerst voor bio-ingenieur van 1985 tot 1991 die hij aanvulde met een opleiding Biologie aan de Katholieke Universiteit Leuven tussen 1991 en 1993. Vervolgens legde hij zijn doctoraat af tussen 1994 en 2001 op Antarctica in opdracht van het Koninklijk Belgisch Instituut voor Natuurwetenschappen waarvoor hij sinds 1998 actief is. Na zijn opleiding werkte hij als onderzoeker in het International Polar Foundation (IPF) van 2002 tot 2007. 
Hij is medestichter van biomimicry Europa dat bestaat sinds 2006 en zich bezighoudt met biomimetica. Hij was daarvan tussen 2007 tot 2010 directeur. Daarnaast richtte hij in 2007 ook Greenloop op.